# فايفار
بلدية فايفار (بالإسبانية: Viver)‏، هي إحدى بلديات مقاطعة كاستيلون التي تقع في منطقة بلنسية، في شرق إسبانيا.
يبلغ عدد سكانها 1.479 نسمة وفقاً لإحصائية سنة (2006).